# Enduleni
Enduleni  è una circoscrizione rurale (rural ward) della Tanzania situata nel distretto di Ngorongoro, regione di Arusha. Conta una popolazione di 13 537 abitanti (censimento 2012).